# Wilt L. Idema
Wilt L. Idema, né le 12 novembre 1944, est un chercheur et sinologue néerlandais enseignant à l'Université Harvard spécialisée dans la littérature chinoise.

## Formation
Wilt L. Idema obtient son diplôme de premier cycle de l'Université de Leyde, département des langues et cultures chinoises, en 1968. Il étudie ensuite au département de sociologie de Université Hokudai, Sapporo, Japon en 1968-1969 et à l'Institut de recherche en sciences humaines de l'Université de Kyoto. 
Il obtient son doctorat à l'Université de Leyde le 30 octobre 1974, où sa thèse, Chinese Vernacular Fiction, the Formative Period, est achevée sous la direction d'A. F. P. Hulsewé.

## Carrière académique
Idema enseigne ensuite à son alma mater au Département de langue et culture chinoises. Il est promu professeur de littérature et de linguistique chinoises en 1976. Il occupe ensuite plusieurs postes à responsabilité à l'Université de Leyde, tels que président du département des langues et de la culture chinoises et doyens d'autres départements. 
Il est professeur invité à l'Université d'Hawaï à Manoa, à l'Université de Californie à Berkeley et à l'École pratique des hautes études de Paris. Depuis 2000, il est professeur de littérature chinoise à l'Université Harvard. Il est également co-rédacteur en chef de la revue T'oung Pao, de 1993 à 1999, éditeur de la Sinica Leidensia de 1997 à 2006 ou du Harvard Journal of Asiatic Studies de 2000 à 2003.

## Postérité
En 2009, certaines de ses collègues publient un volume d'études en son honneur intitulé Text, Performance, and Gender in Chinese Literature and Music Essays in Honour of Wilt Idema. L'introduction dit qu'Idema "intègre magistralement la traduction à la contextualisation historico-culturelle, dans ce qui, au fil des ans, est devenu un style unique et reconnaissable". Ils font remarquer que son œuvre "est exceptionnelle par son caractère inclusif et sa capacité à laisser les différentes périodes historiques, genres et problèmes discuter entre eux". 
Dans une revue de littérature chinoise, Robert E. Hegel déclare : "Les études de Wilt L. Idema dans Chinese Vernacular Fiction: The Formative Period sont des déclarations définitives sur la littérature vernaculaire en général, sur la nouvelle et sur le pinghua,".
En 2015, Idema est  l'un des vingt sinologues à remporter le 9e prix spécial du livre de Chine, un prix de niveau national mis en place par l'Administration générale de la presse et des publications (GAPP).

## Vie privée
Lui et sa femme ont deux enfants.

## Publications
Liste partielle issue de l'Université Harvard.